# Sin Senos no hay Paraiso
Sin Senos no hay Paraiso – kolumbijska telenowela z 2008 roku. Wyprodukowana przez telewizję Telemundo.
Serial został wyemitowany m.in.:w Stanach Zjednoczonych przez kanał Telemundo.

## Obsada
| Aktor                 | Postać                            |
| --------------------- | --------------------------------- |
| Carmen Villalobos     | Catalina Santana                  |
| Catherine Siachoque   | Hilda Santana                     |
| María Fernanda Yépez  | Yésica „La diabla” Franco         |
| Aylín Mújica          | Lorena Magallanes                 |
| Juan Diego Sánchez    | Bayron Santana                    |
| Fabián Ríos           | Albeiro Manrique                  |
| Gregorio Pernía       | Aurelio „Titi” Jaramillo          |
| Guillermo Quintanilla | Benjamin „Mariño” Martínez García |
| Alejandra Pinzón      | Paola                             |
| Linda Baldrich        | Natalia                           |
| Carolina Sepúlveda    | Ximena                            |
| Carolina Betancourt   | Vanessa                           |
| Laura Londoño         | Lina Arango                       |
| Sofia Stamatiades     | Julieta Riva Palas                |
| Roberto Mateos        | José Miguel Cárdenas              |
| Gabriel Porras        | Fernando Rey                      |
| Ramiro Meneses        | Ramiro Duque / „Hombre Oscuro”    |
| Danilo Santos         | Cardona                           |
| Alí Humar             | Pablo Morón                       |
| Juan Pablo Shuk       | Mauricio Contento                 |
| César Mora            | Marcial Sánchez                   |

Pozostałe role
- Nestor Alfonso Rojas .... Caballo
- Rafael Uribe Ochoa .... Orlando
- Víctor Rodríguez .... Jorge
- Jorge Sánchez .... Lambón
- Emerson Yañez .... Balin
- Martha Isabel Bolaños .... Margot
- Rodrigo Obregón .... Robert
- Andrés Martínez .... Alberto Bermejo
- Astrid Junguito .... Doña Mariela
- Edmundo Troya .... Don Antonio
- Neru
- Sigifredo Vega .... Director
- Gustavo Yañez .... Sadhanii
- Maria Margarita Giraldo
- Jhon Mario Rivera .... Don Jairo
- Luís Fernando Bohórquez
- Rafael Mejia
- Manuel Busquet
- Adriana Hernández
- Moises Cadavid .... Benjamin
- Paula Barreto
- Hotzman Nuñez
- Monica Ossa
- Germán Arias
- Jairo Sanabria
- Edgar Anexen
- Christian Tappán .... Octavio
- Manuel Pachon .... Priest
- Mónica Pardo .... Cristina
- Jose Omar Murillo .... Pelambre
- Francisco Bolivar .... Jota
- Maria Leon Arias .... Griselda
- Fernanda Gonzalez
- Alberto Itarraga
- Hernan Monsalve
- Angela Triana
- Sharmel Altamirano
- Miguel Angel Ramirez
- Mario Alberto Parra
- Santiago Munevar
- Alvaro Garcia .... Bonifacio
- Lady Noriega
- Johana Uribe
- Monica Uribe .... Marcela
- Ricardo Saldarriaga
- Jhonny Perez
- Mauricio Urquijo
- Wilson Vargas
- Karen Licet Manjarrez
- Julio del Mar
- Diego Ospina
- Luis Carlos Galeano
- Julian Alvarez
- Alexander Garcia
- Herber King
- Margarita Duran
- Alejandro Rodriguez
- Orlando Bonell
- Sebastian Boscan
- Gilberto Ramirez
- Orlando Lamboglia
- Alberto Sornoza
- Jorge Reyes
- Ana Monsalve
- Flor Barrera
- Helena Manrique
- Jhon Munera
- Daniel Merizalde
- Natalia Giraldo
- Martha Liliana .... Calderón
- Ivette Zamora
- Alejandro Tamayo
- Andrea Villareal
- Victor Trespalacios
- Guillermo Blanco
- Jairo Lopez
- Luis Fernando Salas .... Urquia
- Alfredo Aneher
- Jorge Rubiano
- Pedro Palacio
- Mauricio Alvarez
- Giovanni Alvarez
- Glemmy Rodriguez
- Ana Beatriz Osorio .... Roxana Pinilla
- Alejandro Lopez
- Jackeline Aristizabal .... Gonzalez
- Mario Claderon
- Mario Donetti
- Angelica Blandon
- David Guerrero
- Victor Cifuentes
- Zulma Rey
- Martha Suarez
- Alberto Cardeño
- Rey Vasquez
- Jaime Rayo
- Jairo Florian
- Manuel Cabral
- Hernan Mendez
- Diego Camacho
- Ronald Ayazo
- Juan Sebastian Caicedo
- Edgar Alexen
- Giovana Caicedo
- Yuri Vargas
- Paola Cairasco
- Yuri Rojas
- Juliana Alvarez
- Mijail Mulkay
- Oscar Borda
- Rosmery Bohorquez
- Andres Fierro
- Alma Rodriguez
- Magdiel Rojas
- Lina Restrepo
- Loren Escobar
- Margarita Vega
- Juan Carlos Serrano
- Ricardo Gomez
- Rodrigo Marulanda
- Mile
- Helena Rojas
- Linda Lucia Callejas
- Alex Gil